# Erythropitta meeki
La pita de las Luisiadas (Erythropitta meeki) es una especie de ave paseriforme de la familia Pittidae endémica de la isla Rossel (archipiélago de las Luisiadas), perteneciente a Papúa Nueva Guinea. Anteriormente se consideraba una subespecie de la pita ventrirroja.